# Винер, Александр Борисович
Александр Борисович Ви́нер (1896, Одесса —1984, Ленинград) — советский театральный режиссёр, народный артист Эстонской ССР, заслуженный артист РСФСР, лауреат двух Сталинских премий второй степени.

## Биография
Родился в 1896 году в Одессе.
Окончил театральную студию в Одессе  в 1913 году.
В 1922—1924 годах занимался на Высших режиссёрских курсах в Москве.
В 1930-х годах — режиссёр театра Ленинградского областного совета профсоюзов. В годы Великой Отечественной войны — в эвакуации, работал в Молотове. Режиссёр в оперных театрах Ленинграда, Москвы (Театр им. Московского городского совета профсоюзов), Алма-Аты, Свердловска (1942—1943) и других городов.
В 1949—1958 годах режиссёр ГАТОБ Эстонской ССР.
Умер 14 августа 1984 года. Похоронен на кладбище Санкт-Петербургского крематория.

## Театральные работы

### Театр имени Ленинградского областного совета профсоюзов
- «Гроза» А. Н. Островского
- «Чайка» А. П. Чехова
- 1933 — «Поднятая целина» М. А. Шолохова

### ГАТОБ Эстонской ССР.
- 1949 — «Евгений Онегин» П. И. Чайковского
- 1950 — «Певец свободы» Э. А. Каппа
- 1951 — «Князь Игорь» А. П. Бородина
- 1952 — «Борис Годунов» М. П. Мусоргского

## Награды и премии
- орден Трудового Красного Знамени (30.12.1956);
- орден «Знак Почёта» (1950);
- медаль «За доблестный труд в Великой Отечественной войне 1941—1945 гг.»;
- народный артист Эстонской ССР (1957)[3];
- заслуженный деятель искусств Эстонской ССР;
- заслуженный артист РСФСР;
- Сталинская премия второй степени (1950) — за постановку оперного спектакля «Евгений Онегин» П. И. Чайковского;
- Сталинская премия второй степени (1952) — за постановку оперного спектакля «Певец свободы» Э. А. Каппа.